# Hôtel Lejeune
L'hôtel Lejeune est un hôtel particulier construit en 1927 dans le style Art déco par l'architecte Adolphe Thiers pour le sculpteur Louis-Aimé Lejeune dans le 18e arrondissement de Paris, en France.

## Localisation
L'hôtel est situé à Montmartre, dans le quartier des Grandes-Carrières du 18e arrondissement de Paris, sur la parcelle comprise entre le 28 avenue Junot et le 22 rue Simon-Dereure.

## Historique
L'hôtel est construit en 1927 par l'architecte Adolphe Thiers pour le sculpteur Louis-Aimé Lejeune.

## Architecture
L'immeuble est de style Art déco.

## Protection du patrimoine
Ses façades et les toitures sont inscrites au titre des monuments historiques par arrêté du 21 septembre 1982.